# جانيت ليانغ
جانيت ليانغ (بالإنجليزية: Janet Liang)‏ هي ناشِطة أمريكية، ولدت في 6 يناير 1987 في هونولولو في الولايات المتحدة، وتوفيت في 12 سبتمبر 2012 في هيوستن في الولايات المتحدة بسبب ابيضاض الدم.